# Alstom Traxx
Alstom TRAXX – seria lokomotyw produkowanych wcześniej przez Bombardier Transportation, a obecnie przez Alstom w wersjach elektrycznych, spalinowych i hybrydowych przeznaczonych do prowadzenia różnego rodzaju pociągów towarowych lub pasażerskich. Lokomotywy elektryczne są jednosystemowe (prądu stałego bądź przemiennego) lub wielosystemowe. Lokomotywy posiadają modułową konstrukcję oraz urządzenia napędu i sterowania Bombardier Mitrac. Do 2011 zamówiono ponad 1500 egzemplarzy lokomotyw tej serii
Pudła i ramy wózków części lokomotyw produkowane są w zakładach Alstom we Wrocławiu w Polsce.

## Oznakowanie
Poszczególne warianty są klasyfikowane według poniższego schematu:
- Przeznaczenie: F towarowy, H ciężki transport dalekobieżny, P pasażerski S ekspresowy
- Początkowo prędkość w km/h, później zmodyfikowane: 140 oznacza lokomotywę z zawieszeniem za nos, 160 lokomotywę z wydrążonym wałem napędowym.
- System zasilania: AC prąd zmienny, DC prąd stały, MS wielosystemowa, DE spalinowo-elektryczna

## Konstrukcja

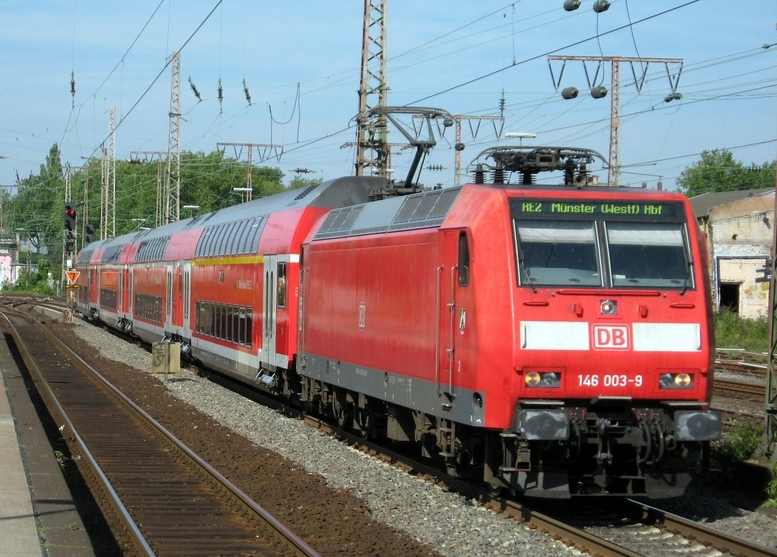
Lokomotywa elektryczna 146 003 z pociągiem Rhein-Haard-Express

### Prototyp TRAXX
Na początku 1990 Deutsche Bundesbahn stwierdziła konieczność wymiany większości eksploatowanych lokomotyw elektrycznych. W odpowiedzi na zgłaszane zapotrzebowanie opracowano projekty nowych serii lokomotyw:
Baureihe 128 – lokomotywa elektryczna wyprodukowana w 1994 roku dla DB. Została wyprodukowana tylko 1 sztuka. Jest ona protoplastą serii lokomotyw TRAXX. Baureihe 128 jest zasilana prądem przemiennym 16,7 Hz – 15 kV.
Baureihe 145 – lokomotywa elektryczna produkowana w latach 1997–2000 dla DB Cargo. Zostały wyprodukowane w liczbie 80 sztuk. Są używane w pociągach towarowych.

### TRAXX

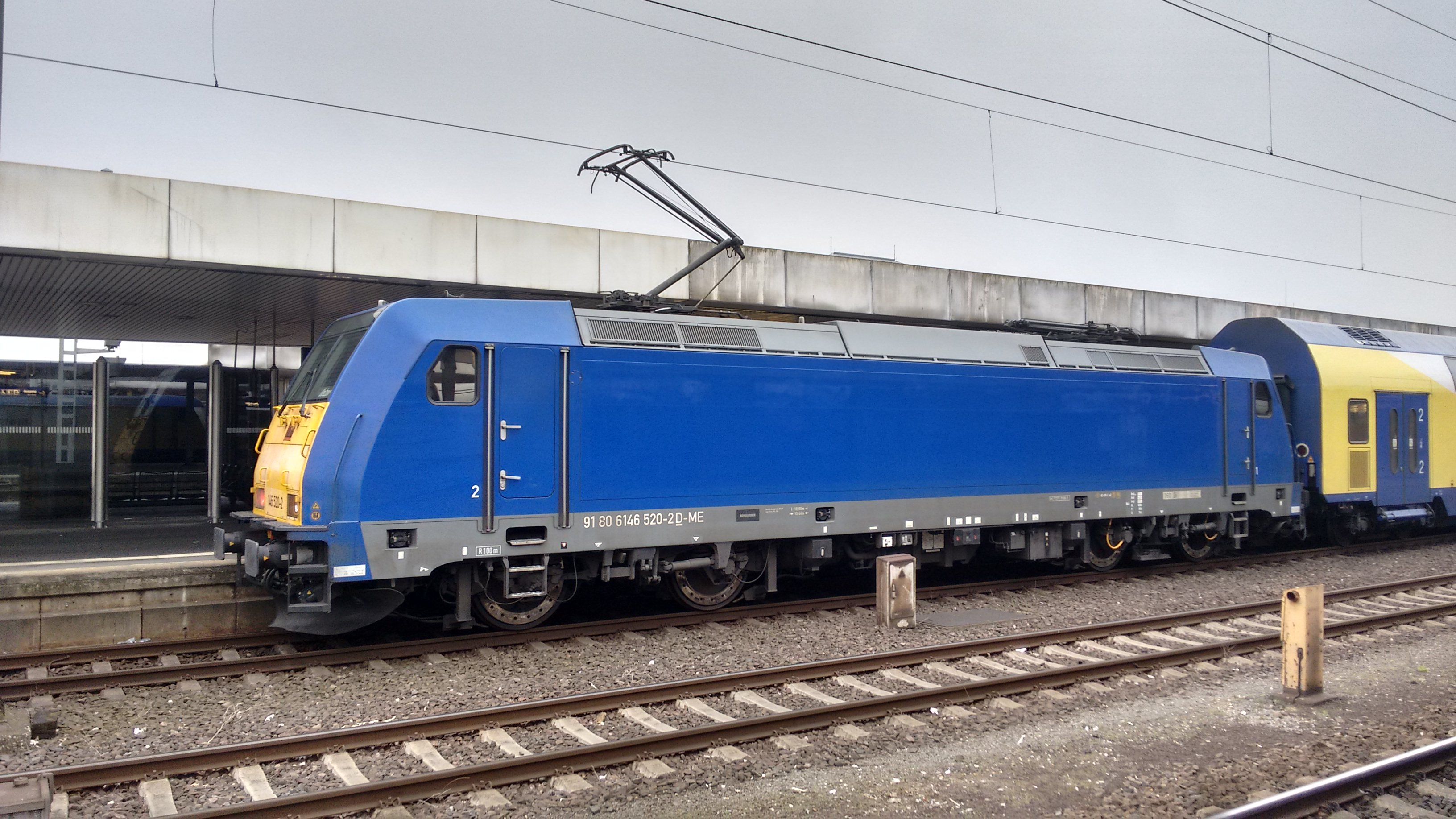
Lokomotywa ME146

Baureihe 185 – lokomotywa elektryczna produkowana w latach 2000–2008 dla niemieckiej spółki DB Cargo. Lokomotywy eksploatowane są w pociągach towarowych. Wyprodukowano 400 lokomotyw elektrycznych typu Baureihe 185. Pudła do lokomotyw są produkowane we Wrocławiu. 35 lokomotyw zostało zakupionych przez koleje szwajcarskie jako seria Re 485.
Baureihe 146 – lokomotywa elektryczna produkowana w latach 2006–2007 dla niemieckiej spółki DB Regio. Lokomotywy eksploatowane są również przez spółkę Metronom Eisenbahngesellschaft do ciągnięcia pociągów piętrowych z oznaczeniem ME 146. Zostały zamówione wobec braku lokomotyw pasażerskich o prędkości maksymalnej 160 km/h. Są eksploatowane przez przewoźników do ciągnięcia pociągów piętrowych. Zostało wyprodukowanych 31 lokomotyw. Maksymalna prędkość lokomotyw wynosi 160 km/h. Lokomotywy serii 146 obecnie zastępują elektryczne zespoły trakcyjne ET 425.
P160 AC1 – druga seria produkcyjna lokomotywy 146 produkowana w latach 2003–2005 dla niemieckiej spółki Metronom Eisenbahngesellschaft do ciągnięcia pociągów piętrowych z oznaczeniem ME 146.

### TRAXX 2

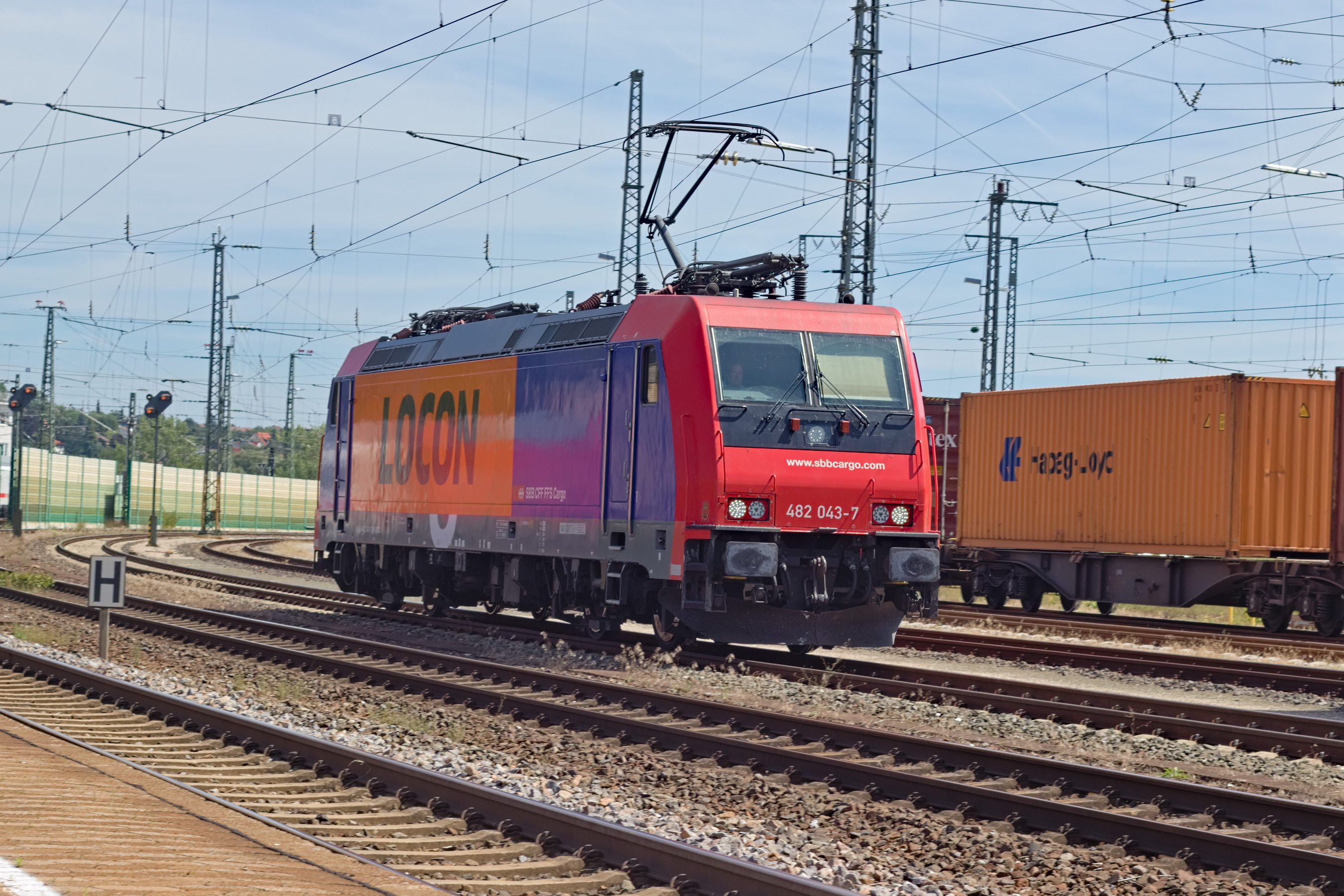
Elektrowóz SBB Re 482

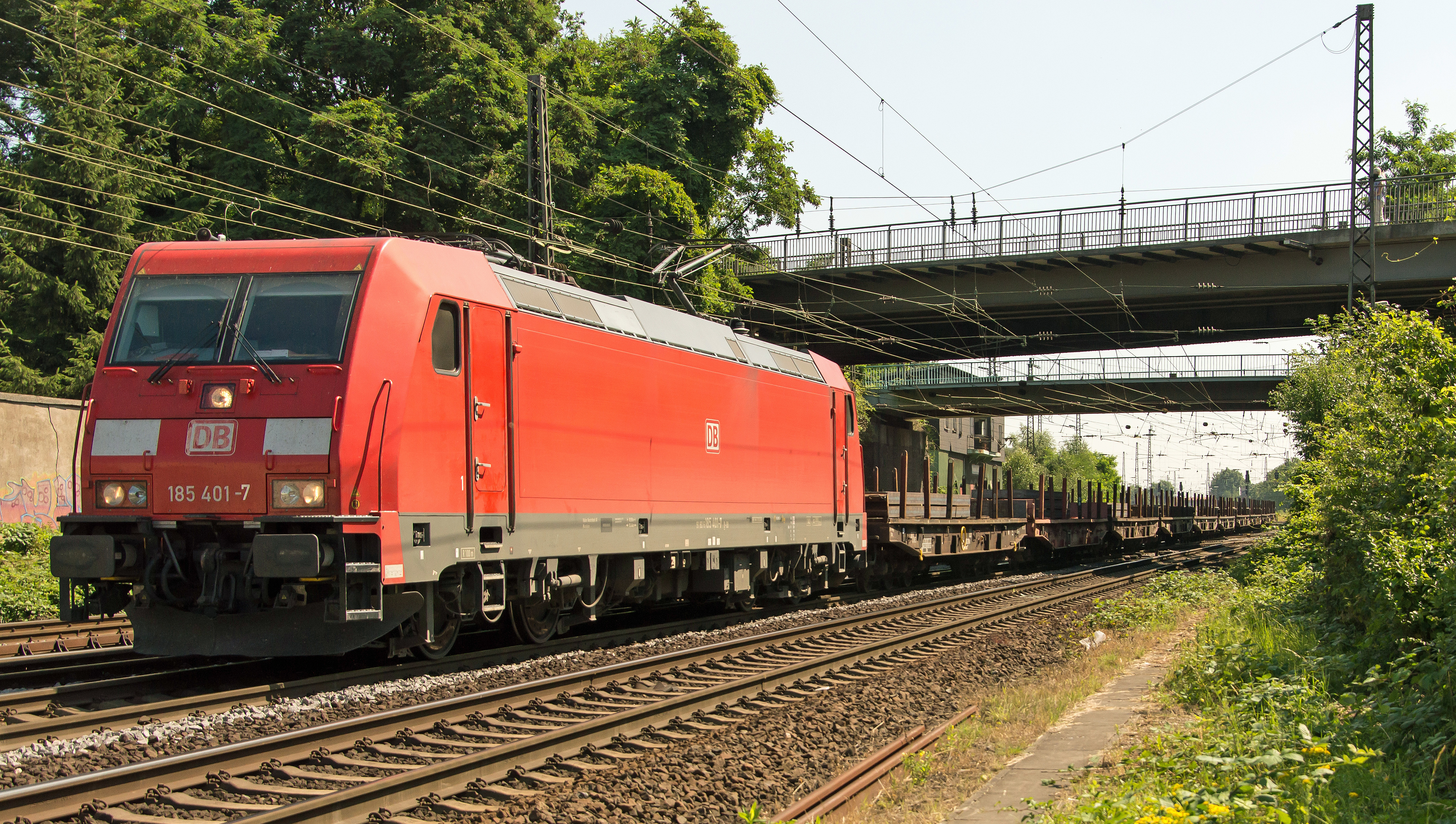
Elektrowóz 185 401-8

TRAXX 2 to obecna oferta przedsiębiorstwa Alstom. Zostały wyposażone w przetwornicę IGBT. Należy do niej seria lokomotywy 185.2 którą zakupiły koleje niemieckie. Pierwsza lokomotywa Baureihe 185.2 została przekazana 14 stycznia 2005 roku.
F140 MS2 – wersja eksportowa przeznaczona dla kolei szwajcarskich. Jest to lokomotywa wielosystemowa przeznaczona do prowadzenia pociągów towarowych. Lokomotywy są eksploatowane w Szwajcarii jako seria Re 484. Zostało wyprodukowanych 21 lokomotyw tego typu. Maksymalna prędkość lokomotyw wynosi 140 km/h.
F140 AC2 – Baureihe 185.2 to lokomotywa elektryczna produkowana od 2006 roku dla niemieckiej spółki DB Cargo. Lokomotywy eksploatowane są w pociągach towarowych. Wyprodukowano 200 lokomotyw elektrycznych Baureihe 185. Pudła do lokomotyw są produkowane we Wrocławiu. 35 lokomotyw zostało zakupionych przez koleje szwajcarskie jako seria Re 482.
P160 AC2 – trzecia seria produkcyjna lokomotywy 146 produkowana od 2005 roku dla niemieckiej spółki Metronom Eisenbahngesellschaft do ciągnięcia pociągów piętrowych z oznaczeniem ME 146 oraz dla DB Regio. Zostały zamówione wobec braku lokomotyw pasażerskich o prędkości maksymalnej 160 km/h. Zostało wyprodukowanych 68 lokomotyw elektrycznych tego typu.
Baureihe 186 – czterosystemowa lokomotywa elektryczna zasilana napięciem stałym 1,5 lub 3 kV, bądź napięciem zmiennym 15 kV i 16⅔ Hz oraz 25 kV i 50 Hz (dzięki temu lokomotywy te mogą poruszać się po różnych sieciach kolejowych).
Wersja użytkowana przez PKP Cargo S.A. (EU43) ma wyłączoną możliwość skorzystania z zasilania napięciem stałym 1,5 kV lub przemiennym 25 kV, ponieważ jest przeznaczona do poruszania się tylko po sieci polskiej (3 kV napięcia stałego) lub niemieckiej (15 kV przemiennego), ale usunięcie tego ograniczenia nie wymaga większych przeróbek; wprowadzenie ograniczeń wynikało z żądań leasingodawcy.
Spółka Pol-Miedź Trans posiada wersję elektrowozu posiadającego wyłączną możliwość poruszania się po sieci kolejowej z napięciem 3 kV prądu stałego, podobnie jak wersja lokomotyw wyprodukowanych dla Kolei Mazowieckich, różniąca się wyższą prędkością konstrukcyjną. Wersja lokomotyw dla Kolei Mazowieckich to Traxx P160 DC (EU47).
Dwie lokomotywy typu Traxx F140DC (jednosystemowa wersja serii F140MS) zostały dostarczone do Pol-Miedź Trans (na podstawie umowy z listopada 2009), a 11 serii EU47 w wersji P160 DC dla Kolei Mazowieckich.

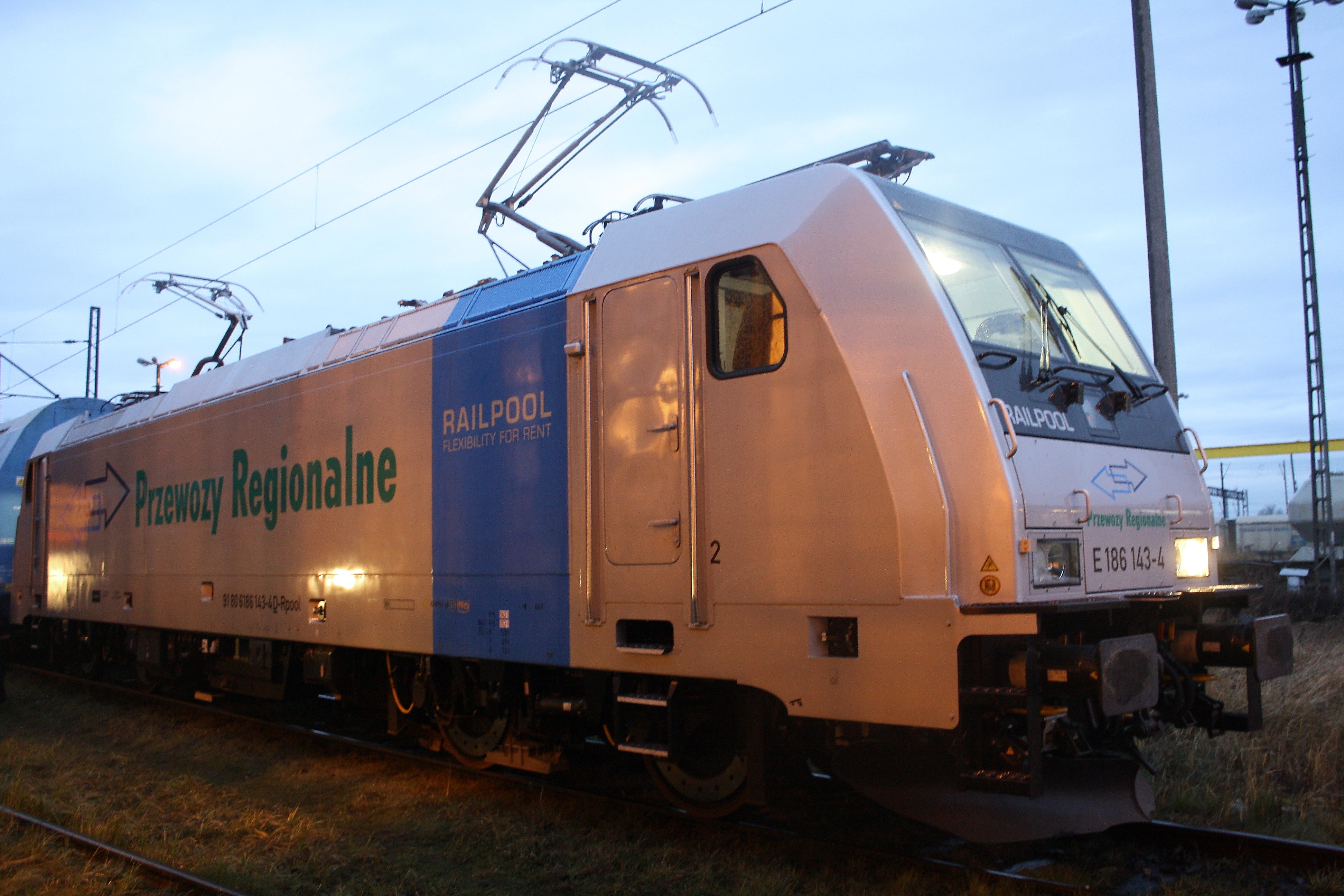
E186-143 Przewozów Regionalnych
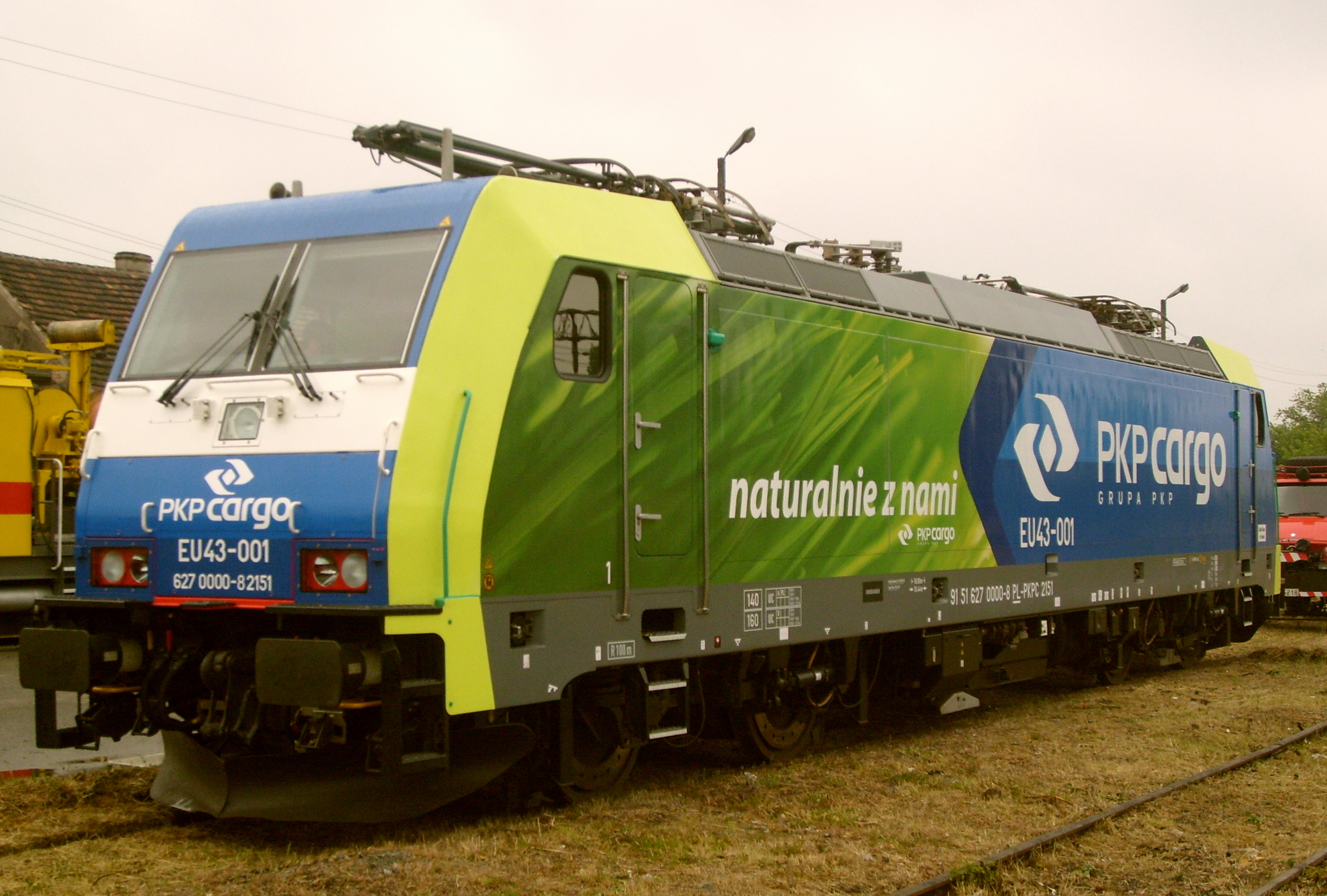
EU43-001 PKP Cargo

E483 – wersja eksportowa przeznaczona do poruszania się po włoskich oraz polskich sieciach kolejowych. Jest to lokomotywa przeznaczona do prowadzenia pociągów towarowych. Lokomotywy te, są eksploatowane w Polsce jako seria E483. Maksymalna prędkość lokomotyw wynosi 140km/h.

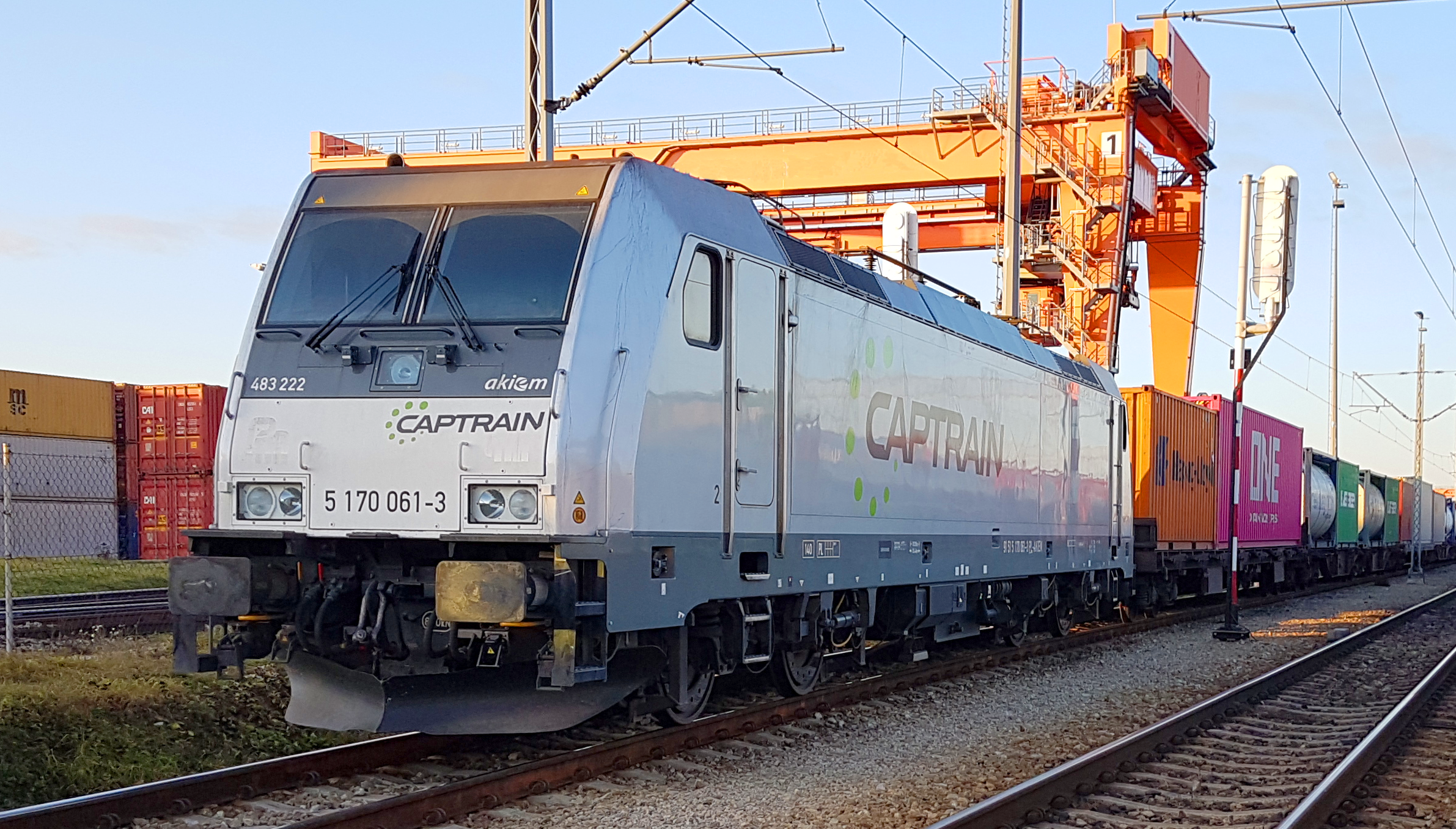
Traxx E483-222 leasingowany przez spółkę Captrain Polska

Baureihe 253 – wersja eksportowa przeznaczona dla kolei hiszpańskich. Jest to lokomotywa przeznaczona do prowadzenia pociągów towarowych. Lokomotywy są eksploatowane w Hiszpanii jako seria 253. Zostało wyprodukowanych 100 lokomotyw elektrycznych. Maksymalna prędkość lokomotyw wynosi 140 km/h.

### Traxx Africa
Traxx Africa – Dwusystemowa lokomotywa elektryczna na napięcie 3 kV DC i 25 kV AC o układzie osi Co’Co’ dostosowana do rozstawu przylądkowego.
W marcu 2014 roku południowoafrykański przewoźnik Transnet zamówił 240 lokomotyw w ówczesnym Bombardier Transportion, których produkcja miała się odbyć w Południowej Afryce. W grudniu 2017 roku ukończono pierwszą lokomotywę, która w styczniu 2018 roku weszła do eksploatacji u przewoźnika. Od momentu wejścia do eksploatacji do listopada 2020 roku każda lokomotywa serii 23E wykonała około 1600 przejazdów o długości 2200 km i przewiozła dziesięć milionów ton ładunku.

### Wersje spalinowe
Baureihe 246 (TRAXX P160 DE) – spalinowa lokomotywa produkowana w latach 2006–2007 dla niemieckiej spółki Landesnahverkehrsgesellschaft Niedersachsen (LNVG). Są używane w pociągach pasażerskich. Jej towarowa wersja to BR 285. Lokomotywy LNVG eksploatowane są przez spółkę Metronom Eisenbahngesellschaft do ciągnięcia pociągów piętrowych.
Baureihe 285 (TRAXX F140 DE) – lokomotywa produkowana od 2006 roku dla spółek leasingowych CBRail i Akiem (z grupy SNCF), a także dla polskiego przewoźnika Lotos Kolej. Są używane w pociągach towarowych. Jej pasażerska wersja to BR 246 (TRAXX P160 DE).

## Eksploatacja
| przewoźnik                         | seria    | oznaczenie                    |
| ---------------------------------- | -------- | ----------------------------- |
| Deutsche Bahn prywatni przewoźnicy | 145      |                               |
| Deutsche Bahn prywatni przewoźnicy | 146.0    |                               |
| Deutsche Bahn prywatni przewoźnicy | 146.1    | TRAXX P160 AC1                |
| Deutsche Bahn prywatni przewoźnicy | 146.2    | TRAXX P160 AC2                |
| Deutsche Bahn prywatni przewoźnicy | 185.0/.1 | TRAXX F140 AC1                |
| Deutsche Bahn prywatni przewoźnicy | 185.2    | TRAXX F140 AC2                |
| Deutsche Bahn prywatni przewoźnicy | 186      | TRAXX F140 MS                 |
| Deutsche Bahn prywatni przewoźnicy | 246      | TRAXX P160 DE                 |
| Deutsche Bahn prywatni przewoźnicy | 285      | TRAXX F140 DE                 |
| Eurocom                            |          | TRAXX F160 DC                 |
| SBB Cargo                          | Re 481   |                               |
| SBB Cargo                          | Re 482   | TRAXX F140 AC1 TRAXX F140 AC2 |
| SBB Cargo                          | Re 484   | TRAXX F140 MS2                |
| BLS                                | Re 485   | TRAXX F140 AC1                |
| BLS                                | Re 486   | TRAXX F140 MS                 |
| BLS                                | 187      | TRAXX F140 AC3                |
| CFL                                | 4000     | TRAXX P140 AC1                |
| Trenitalia Pol-Miedź Trans         | E483     | TRAXX F140 DC                 |
| Hector Rail                        | 241      | TRAXX F140 AC2                |
| Green Cargo                        | Re       | TRAXX F140 AC2                |
| Renfe                              | S/253    | TRAXX F140 DC                 |
| Lotos Kolej                        | E186     | TRAXX F140 MS                 |
| Lotos Kolej                        | 285      | TRAXX F140 DE                 |
| Orlen KolTrans                     | E186     | TRAXX F140 MS                 |
| Orlen KolTrans                     | E483     | TRAXX F140 DC                 |
| Koleje Mazowieckie                 | EU47     | TRAXX P160 DC                 |
| MÁV                                | 480      | TRAXX P160 AC2                |

### PKP Cargo
Lokomotywy E186 zostały wzięte w leasing przez PKP Cargo od przedsiębiorstwa Angel Trains oraz Railpool. PKP Cargo użytkowały w latach 2008–2012 6 sztuk lokomotyw tej serii.
Pierwsze lokomotywy EU43 zostały dostarczone w połowie lutego 2008, po serii testów i szkoleń maszynistów zostały skierowane do ruchu transgranicznego zarówno towarowego, jak i pasażerskiego. Przydzielone były do Zakładu Taboru w Poznaniu.
Między styczniem a marcem 2012 roku zakończyły swoją eksploatację w PKP Cargo i zostały zwrócone leasingodawcy, w związku z leasingiem lokomotyw EU45

### Pol-Miedź-Trans
Pol-Miedź Trans eksploatuje dwie lokomotywy typu E483. Dodatkowo przewoźnik użytkuje jedną z pięciu lokomotyw z leasingu, które zostały dostarczone w 2016 roku.

### Koleje Mazowieckie

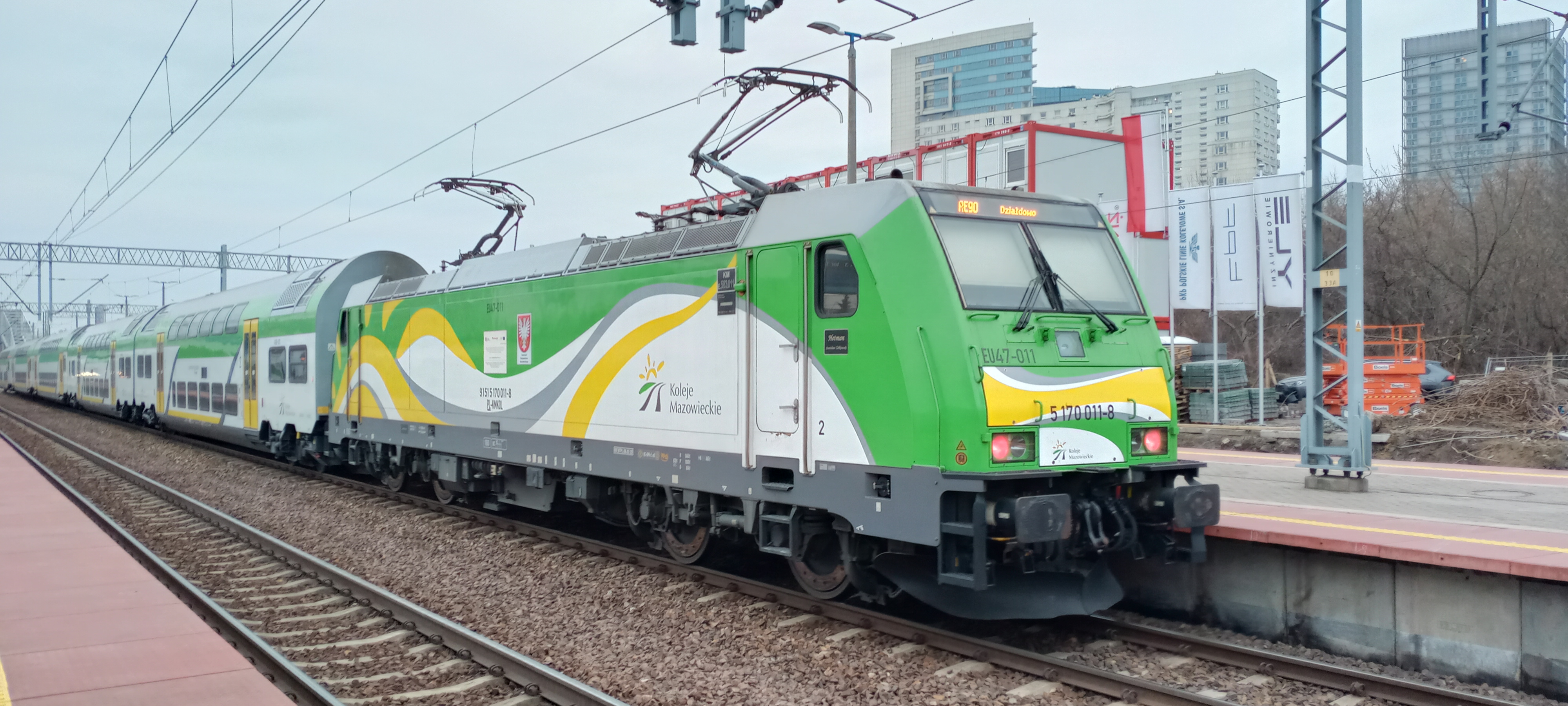

12 lutego 2010 roku Bombardier wygrał przetarg na dostawę 11 lokomotyw Kolejom Mazowieckim (wersja dla składów pasażerskich, rozwijająca prędkość 160 km/h).
20 kwietnia 2010 Koleje Mazowieckie podpisały z Bombardierem umowę na dostawę 11 lokomotyw TRAXX P160 DC, przystosowanych do pracy w systemie push-pull. 27 stycznia 2011 na torze doświadczalnym Instytutu Kolejnictwa w Żmigrodzie odbyła się pierwsza publiczna prezentacja możliwości technicznych składu push-pull – lokomotywa EU47 (E 583) odbywała jazdy testowe z wagonami piętrowymi Kolei Mazowieckich. Lokomotywy zostały uroczyście przekazane 29 sierpnia 2011 na stacji Warszawa Wschodnia.
W ramach konkursu poszczególnym lokomotywom nadano imiona hetmanów wielkich koronnych i litewskich.